# Landmeter-expert
De titel en het beroep landmeter-expert is beschermd in België door een wet van 11 mei 2003. 'Expert' verwijst naar zijn kennis met betrekking tot vastgoed. Zo is de landmeter-expert niet alleen actief als landmeter of geodeet, maar evenzeer als bijvoorbeeld schatter van vastgoed.

## Uit te voeren werkzaamheden
Bepaalde werkzaamheden mogen slechts door een landmeter-expert worden uitgevoerd. Tot de exclusieve beroepswerkzaamheid van landmeter-expert behoren:
- het afpalen van terreinen;
- het opmaken en ondertekenen van plannen die moeten dienen voor een grenserkenning, voor een mutatie, voor het regelen van gevallen van gemeenheid en voor gelijk welke akte of proces-verbaal, welke in een identificeren van grondeigendom voorzien en welke ter hypothecaire overschrijving of inschrijving kunnen worden voorgelegd.

## Titel
Om de titel te kunnen voeren en het beroep te mogen uitvoeren dient de landmeter-expert te voldoen aan een aantal voorwaarden:
- beschikken over een gepast diploma,
- de eed af te leggen voor de rechtbank Rechtbank van Eerste Aanleg van het rechtsgebied waar men zich vestigt,
- zich inschrijven op het 'tableau',
- zijn burgerlijke beroepsaansprakelijkheid in te dekken via het afsluiten van een verzekering.

## Plichtenleer
De landmeter-expert is gehouden tot een plichtenleer zoals omschreven in een Koninklijk Besluit van 15/12/2005.
Hierin wordt vastgelegd hoe de landmeter-expert zich dient te gedragen in het algemeen en in het bijzonder tegenover de Federale Raad, zijn collega's en het publiek. Verder regelt dit Koninklijk Besluit ook het beroepsgeheim en een aantal onverenigbaarheden met het beroep.

## Permanente vorming
De landmeter-expert is er toe verplicht zich op de hoogte te houden van de evolutie van de wetgeving, de technieken en de regels die betrekking hebben op de uitoefening van zijn beroep, door ten minste twintig uur per jaar opleidingen te volgen die erkend zijn door de Federale Raad.

## Toezicht
Er is de Federale Raad van landmeters-experten die toezicht houdt over de inschrijving van de landmeters-experten op het tableau en de naleving van de plichtenleer. Beroep tegen een beslissing ven de Federale Raad van landmeters-experten is mogelijk bij de Federale Raad van Beroep van landmeters-experten.

## Makelaardij
De landmeter-expert kan het beroep van makelaar uitoefenen mits melding daarvan bij de Federale Raad van landmeters-experten. Hij dient de plichtenleer van de vastgoedmakelaar na te leven. Het toezicht daarop valt ook onder de Federale Raad van landmeters-experten en niet door het Beroepsinstituut van vastgoedmakelaars.